# Championnat du Sri Lanka de football 2010-2011
Navigation
Saison précédente Saison suivante
La saison 2010-2011 du Championnat du Sri Lanka de football est la vingt-septième édition du championnat national de première division au Sri Lanka. Les douze meilleures formations du pays sont regroupées au sein d'une poule unique où elles s'affrontent à deux reprises au cours de la saison. A la fin du championnat, les deux derniers du classement sont relégués et remplacés par les deux meilleurs clubs de Premier League, la deuxième division sri-lankaise.
C'est le Don Bosco Sports Club qui remporte la compétition, après avoir terminé en tête du classemlent final, avec deux points d'avance sur Army SC. C'est le tout premier titre de champion du Sri Lanka de l'histoire du club.

## Les clubs participants
- Saunders Sports Club
- Renown Sports Club
- Ratnam Sports Club
- Air Force Sports Club
- Jupiter SC
- Army SC
- Kalutara Park SC - Promu de Division 2
- Police SC
- Java Lane SC - Promu de Division 2
- New Youngs SC
- Don Bosco Sports Club
- Blue Star Sport Club

## Compétition

### Classement
Le classement est établi sur le barème de points classique (victoire à 3 points, match nul à 1, défaite à 0).
| Rang | Équipe                | Pts | J  | G  | N | P  | Bp | Bc | Diff |
| ---- | --------------------- | --- | -- | -- | - | -- | -- | -- | ---- |
| 1    | Don Bosco Sports Club | 44  | 22 | 13 | 5 | 4  | 37 | 17 | +20  |
| 2    | Army SCC              | 42  | 22 | 11 | 9 | 2  | 44 | 16 | +28  |
| 3    | Ratnam Sports Club    | 41  | 22 | 12 | 5 | 5  | 46 | 33 | +13  |
| 4    | Police SC             | 41  | 22 | 11 | 8 | 3  | 42 | 22 | +20  |
| 5    | New Youngs SC         | 37  | 22 | 11 | 4 | 7  | 43 | 38 | +5   |
| 6    | Air Force Sports Club | 33  | 22 | 9  | 6 | 7  | 26 | 21 | +5   |
| 7    | Blue Star Sport Club  | 21  | 22 | 8  | 7 | 7  | 25 | 21 | +4   |
| 8    | Saunders Sports Club  | 23  | 22 | 6  | 7 | 9  | 19 | 25 | -6   |
| 9    | Java Lane SCP         | 20  | 22 | 4  | 8 | 10 | 26 | 36 | -10  |
| 10   | Renown Sports ClubT   | 19  | 22 | 4  | 7 | 11 | 36 | 44 | -8   |
| 11   | Kalutara Park SCP     | 16  | 22 | 3  | 7 | 12 | 21 | 45 | -24  |
| 12   | Jupiter SC            | 9   | 22 | 2  | 3 | 17 | 17 | 64 | -47  |

|  | Qualification pour la Coupe du président de l'AFC 2011                             |
|  | Relégation en Division 2                                                           |
|  | T : Tenant du titre C : Vainqueur de la Coupe du Sri Lanka P : Promu de Division 2 |

## Bilan de la saison
| Championnat du Sri Lanka de football 2010-2011                        |                                   |
| Champion                                                              | Don Bosco Sports Club (1er titre) |
| Coupes et trophées                                                    |                                   |
| Vainqueur de la Coupe du Sri Lanka 2010-2011                          | Army SC                           |
| Qualifications continentales                                          |                                   |
| Ligue des champions de l'AFC 2011                                     | Aucun                             |
| Coupe de l'AFC 2011                                                   | Aucun                             |
| Coupe du président de l'AFC 2011                                      | Don Bosco Sports Club             |
| Promotions et relégations                                             |                                   |
| Promus en Bristol League                                              | Navy SC                           |
| Promus en Bristol League                                              | Nandimithra SC                    |
| Relégués en Championnat du Sri Lanka de football de deuxième division | Jupiter SC                        |
| Relégués en Championnat du Sri Lanka de football de deuxième division | Kalutara Park SC                  |